# Бенковський (Пловдивська область)
Бенко́вський (болг. Бенковски) — село в Пловдивській області Болгарії. Входить до складу общини Мариця.

## Населення
За даними перепису населення 2011 року у селі проживали 1362 особи.
Національний склад населення села:
| Національність   | Кількість осіб | Відсоток |
| ---------------- | -------------- | -------- |
| болгари          | 1048           | 97,9%    |
| цигани           | 14             | 1,3%     |
| турки            | 7              | 0,7%     |
| Всього відповіли | 1071           |          |

Розподіл населення за віком у 2011 році:
Динаміка населення: